# Arlington (Iowa)
Arlington é uma cidade localizada no estado americano de Iowa, no Condado de Fayette.

## Demografia
Segundo o censo americano de 2000, a sua população era de 490 habitantes. 
Em 2006, foi estimada uma população de 473, um decréscimo de 17 (-3.5%).

## Geografia
De acordo com o United States Census Bureau tem uma área de 
2,7 km², dos quais 2,7 km² cobertos por terra e 0,0 km² cobertos por água. Arlington localiza-se a aproximadamente 351 m acima do nível do mar.

## Localidades na vizinhança
O diagrama seguinte representa as localidades num raio de 16 km ao redor de Arlington. 